# إيه سي ميلان (فريق سباق)
فريق سباق إيه سي ميلان هو فريق سباق تابع لنادي إيه سي ميلان الإيطالي، وهو ينافس في السوبرليغ فورمولا، الذي يتم برعاية أندية كرة القدم.

## المواسم

### موسم 2008
روبرت دورنبوس، كان قائداً في الفورمولا وان سايقاً، قاد للميلان في هذا الموسم، وقد فاز بجولتين وحل الميلان في المركز الثالث. لكنه لم يكمل مع الفريق وانتقل لسباق آخر.

### موسم 2009
بدأ الميلان الموسم الجديد بقيادة جيورجيو بانتانو، وبذلك كان أول فريق يقود سيارته قائدان في تاريخ السوبرليغ فورمولا. وقد فاز الفريق بالسباق الثاني من الجولة الافتتاحية للموسم. أنهى الفريق الموسم في المركز السابع.

### موسم 2010

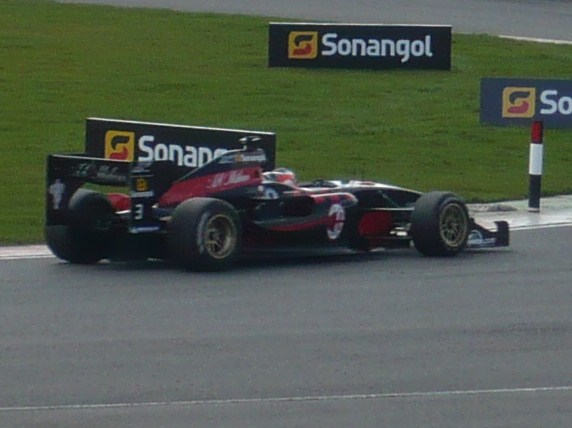
سيارة إيه سي ميلان في 2010 على حلبة سلفرستون

يلمر بورمان كان قائد الفريق في موسم 2010.   أنهى الفريق الموسم في المركز الخامس.

## أرقام وإحصائيات
- عدد الجولات التي لعبها الفريق: 24.
- عدد السباقات التي خاضها الفريق: 57.
- عدد الانتصارات التي حققها الفريق: 5.
- مجموع النقاط: 1252.
- أفضل مركز: 3 (موسم 2008).

## وصلات خارجية
- A.C. Milan Superleague Formula team minisite
- Official A.C. Milan football club website